# Алан Мартін Сміт
Алан Мартін Сміт (англ. Alan Martin Smith, нар. 21 листопада 1962, Голлівуд) — колишній англійський футболіст, нападник та фланговий півзахисник.
Насамперед відомий виступами за клуби «Лестер Сіті» та «Арсенал», а також національну збірну Англії.

## Клубна кар'єра
У дорослому футболі дебютував 1981 року виступами за команду клубу «Алвечерч», в якому провів один сезон, взявши участь у 33 матчах чемпіонату.
Своєю грою за цю команду привернув увагу представників тренерського штабу клубу «Лестер Сіті», до складу якого приєднався у червні 1982 року. Відіграв за команду з Лестера наступні п'ять сезонів своєї ігрової кар'єри. Більшість часу, проведеного у складі «лис», був основним гравцем команди. У складі «Лестер Сіті» був одним з головних бомбардирів команди, маючи середню результативність на рівні 0,38 голу за гру першості.
26 березня 1987 року за 850 000 фунтів перейшов до «Арсенала», за який відіграв 8 сезонів. Граючи у складі «канонірів» також здебільшого виходив на поле в основному складі команди. Завершив професійну кар'єру футболіста виступами за лондонський клуб у 1995 році

## Виступи за збірну
16 листопада 1988 року дебютував в офіційних матчах у складі національної збірної Англії в товариському матчі проти збірної Саудівської Аравії, що завершився з рахунком 1-1. Протягом кар'єри у національній команді, яка тривала 5 років, провів у формі головної команди країни 13 матчів, забивши 2 голи.
У складі збірної був учасником чемпіонату Європи 1992 року у Швеції, на якому зіграв у двох матчах. Після завершення чемпіонату більше не викликався до лав збірної.

## Титули і досягнення
- Чемпіон Англії (2):

«Арсенал»: 1988-89, 1990-91
- Володар Кубка Футбольної ліги (1):

«Арсенал»: 1992-93
- Володар Кубка Англії (1):

«Арсенал»: 1992-93
- Володар Суперкубка Англії з футболу (1):

«Арсенал»: 1991
- Володар Кубка володарів кубків УЄФА (1):

«Арсенал»: 1993-94